# بريت جونسون
بريت جونسون (بالإنجليزية: Brett Johnson)‏ هو كاتب سيناريو أمريكي، ولد في 16 يوليو 1982 في باسادينا في الولايات المتحدة.

## وصلات خارجية
- بريت جونسون على موقع IMDb (الإنجليزية)
- بريت جونسون على موقع ألو سيني (الفرنسية)
- بريت جونسون على موقع قاعدة بيانات الفيلم (الإنجليزية)
- بريت جونسون على موقع كينوبويسك (الروسية)